# Václav Richter
Václav Richter (30. srpna 1900 Třešť – 7. dubna 1970 Brno) byl český historik a teoretik umění zaměřený na raně středověkou a barokní architekturu, muzejní pracovník a vysokoškolský pedagog.

## Život
Po maturitě na gymnáziu v Pelhřimově studoval v letech 1921–1925 dějiny umění (prof. V. Birnbaum) a prehistorickou archeologii na Filozofické fakultě Univerzity Karlovy v Praze.
Poté pracoval jako volontér v Národním muzeu (1925–1926) a jako odborný asistent u Vojtěcha Birnbauma (1927–1928). Roku 1928 se stal knihovníkem Moravského uměleckoprůmyslového muzea v Brně, kde byl později v letech 1938–1943 a 1945–1948 ředitelem, mezitím tam během války pracoval opět jako knihovník. V roce 1945 se habilitoval na Masarykově univerzitě a od roku 1946 vedl semináře dějin umění zejména na nově založené Univerzitě Palackého v Olomouci, kde byl v roce 1948 jmenován profesorem, kratší úvazek měl také na Filozofické fakultě v Brně. Do Brna přešel v roce 1955 po zániku oboru dějin umění v Olomouci natrvalo a až do své smrti roku 1970 zde působil jako profesor v tomto oboru. 
Václav Richter zemřel 7. dubna 1970 v Brně. Urna s jeho ostatky je uložena v kolumbáriu na Ústředním hřbitově v Brně (u budovy krematoria). Tamtéž jsou uloženy urny jeho manželky Věry Richterové, roz. Mládkové (1903–1987, sňatek v roce 1930 v Brně), která byla příbuznou Jana Mládka – manžela Medy Mládkové, a syna Aleše (1935–2002). S manželkou měl ještě staršího syna Václava (1933–1997). Jeho bratrem byl MUDr. František Richter (1908–1967), který působil jako lékař v nemocnici v Olomouci a Lázních Jeseníku.   

### Ocenění
- Řád práce
- Cena Antonína Matějčka
- Zlatá pamětní medaile UJEP v Brně

## Dílo
Ve svém uměleckohistorickém výzkumu se věnoval především předrománské, románské a barokní architektuře Čech a Moravy. Je považován za zakladatele moderních kritických dějin architektury na Moravě. Jeho práce se dotýká například středověkého urbanismu (studie o vzniku Znojma, Brna, Telče či Olomouce). Důležitým tématem byly pro Richtera české a moravské rotundy. Nejstarší dějiny moravských sídel nově rozčlenil na fázi velkomoravských hradišť, fázi románských trhových tvrzí a fázi plánovitě zakládaných gotických měst. Významně se podílel na pokusech o lokalizaci prvního moravského biskupství, předvídal objevy některých kamenných svatyň z 9. století na Moravě.
Z barokních architektů se zabýval dílem Jana Blažeje Santiniho, J. B. Fischera z Erlachu či Domenica Martinelliho. Nejvýznamnější prací Václava Richtera se dnes jeví rozsáhlá práce o raně středověké Olomouci z roku 1959. Jeho teoretické dílo spojuje dějiny umění s filozofií, pokouší se často o filozofickou interpretaci dějin umění. Jeho blízkým přítelem byl filozof Jan Patočka. Počátkem 60. let byl spoluautorem knihy Vojtěcha Volavky O moderním umění. a roku 1966 knihy o architektu Bohuslavu Fuchsovi.